# Mieke van Haegendoren
Mieke van Haegendoren (Leuven, 8 januari 1943) is een Belgisch sociologe en emeritus hoogleraar aan de Universiteit Hasselt.

## Levensloop
Mieke van Haegendoren is een dochter van Maurits Vanhaegendoren, oprichter van het Vlaams Verbond van Katholieke Scouts en de Stichting Lodewijk de Raet en senator voor de Volksunie.
Ze liep school aan het Koninklijk Lyceum in Leuven en studeerde politieke en sociale wetenschappen aan de Katholieke Universiteit Leuven. Tijdens haar studententijd was ze hoofdredacteur van het tijdschrift Ons Leven van KVHV Leuven. In 1965 werd ze assistent bij het Nationaal Fonds voor Wetenschappelijk Onderzoek en in 1968 docent aan de Economische Hogeschool Limburg. Van Haegendoren was betrokken bij de oprichting van het Limburgs Universitair Centrum, sinds 2005 de Universiteit Hasselt, waarvan ze van 2004 tot 2008 vicerector was. Ze doceerde aanvankelijk hedendaagse geschiedenis en samenleving, vervolgens sociologie en ten slotte economische sociologie. Aan de universiteit richtte ze het Sociaal Economisch Instituut (SEIN) op en coördineerde ze het SOFIA-project voor vrouwen in managementfuncties. Haar onderzoek focuste zich op mijngeschiedenis, allochtonen, vrouwenrechten en andere sociaal geëngageerde thema's. Ze is auteur van tientallen boeken, waaronder een biografie van Hendrik de Man.
Van Haegendoren was eveneens:
- kabinetschef van staatssecretaris van Pensioenen Leona Detiège (SP, 1989-1992),
- voorzitter van de Nationale Vrouwenraad (1992-1999),
- adjunct-kabinetschef van de Vlaamse ministers Bert Anciaux en Johan Sauwens (Volksunie, 2000-2002),
- ondervoorzitter van de Stichting Koningin Paola,
- voorzitter van CAW 't Verschil.

Bij de Europese verkiezingen van 1989 werd haar een zetel in het Europees Parlement beloofd, maar vanwege een tussenkomst van SP-voorzitter Frank Vandenbroucke ging dit niet door. Na de vertrouwensbreuk stapte Van Haegendoren naar de Volksunie over. Ze kwam voor deze partij op bij de Vlaamse verkiezingen van 1999 en 2004.
Van Haegendoren werd opgenomen in de galerij der ereleden van Voka.